# The Lucha Dragons
The Lucha Dragons foi uma tag team de luta livre profissional composto por Kalisto e Sin Cara. Eles inicialmente lutaram no território de desenvolvimento da WWE, o NXT, onde foram uma vez campeões de duplas do NXT, antes de serem transferidos para o plantel principal no início de 2015. O nome era uma referência à seus estilo de luta lucha libre. Eles ganharam os títulos de duplas do NXT depois de derrotar os então campeões The Ascension em 11 de setembro de 2014 no NXT TakeOver: Fatal 4-Way.

## História da dupla

### NXT (2014–2015)
Após a WWE liberar o Sin Cara original (Luis Urive), de seu contrato em 26 de março de 2014, Jorge Arias (anteriormente conhecido como "Hunico" e que havia retratado anteriormente Sin Cara) reprisou o personagem Sin Cara Mistico no final de 2013. Depois de uma breve série de vitórias, em 2014 progrediu, Sin Cara não teve sucesso em ganhar quatro battle royal: no André the Giant Memorial Battle Royal na WrestleMania XXX, uma battle royal pelo WWE United States Championship em maio, um battle royal qualificatória para o Money in the Bank em junho, e um battle royal pelo WWE Intercontinental Championship no Battleground. Em 24 de julho no episódio do NXT, depois de não conseguir ganhar o NXT Tag Team Championship da The Ascension (Konnor e Viktor) com seu ex-parceiro El Local no NXT TakeOver em 29 de maio, Kalisto anunciou que ele e El Local se separaram e revelou Sin Cara como seu novo parceiro.
Ao longo dos próximos meses, Kalisto e Sin Cara ganharam um torneio para se tornar os desafiantes número um ao NXT Tag Team Championship. Em 11 de setembro, no NXT TakeOver: Fatal 4-Way, Kalisto e Sin Cara, sob o nome de "The Lucha Dragons", derrotaram a The Ascension para se tornar os novos NXT Tag Team Champions, os seus primeiros títulos da WWE. Eles defenderam com sucesso seus títulos em uma revanche contra The Ascension duas semanas mais tarde no episódio do NXT em 25 de setembro, vencendo a luta após Hideo Itami distrair a A Ascension. Eles, então, começaram uma rivalidade com The Vaudevillains (Aiden English e Simon Gotch), que culminou em um combate pelo título no NXT TakeOver: R Evolution em que os Lucha Dragons retiveram. Os Lucha Dragons perderam seus títulos para Buddy Murphy e Wesley Blake no episódio de 15 de janeiro de 2015 do NXT. Eles, então, perderam uma revanche para Blake e Murphy no NXT TakeOver: Rival A dupla então começaram a aparecer com menos frequência no NXT, após perder uma luta que determinaria os desafiantes número pelos títulos de duplas do NXT para Enzo Amore e Colin Cassady no episódio 11 de março. Durante este período, eles também começaram a aparecer no roster principal da WWE no show Main Event, ganhando lutas contra o The Ascension.

### Plantel principal (2015–2016)
Os Lucha Dragons fez sua estréia oficial no main roster (plantel principal) no  dia 30 de março de 2015 no episódio do Raw, na noite após a WrestleMania 31. Eles se uniram com a New Day para derrotar o time da The Ascension, Tyson Kidd e Cesaro em uma luta tag team de 8 homens, com Kalisto fazendo o pinfall. Durante a luta, a crowd (público) entoou o canto de Lucha (que é o seu slogan). No dia 20 de abril no episódio do Raw, os Lucha Dragons perderam para a New Day em luta que valia uma chance pelo WWE Tag Team Championship no Extreme Rules. Em 31 de maio de 2015, no evento Elimination Chamber, os Lucha Dragons competiram na primeira luta Elimination Chamber de duplas pelo WWE Tag Team Championship juntamente com os campeões The New Day, The Ascension, Tyson Kidd e Cesaro, Los Matadores e os Prime Time Players, no entanto, eles não conseguiram vencer o título após serem eliminados pela Ascension. Depois de vencerem uma luta de quartetos juntamente com os Los Matadores contra a Ascension e os New Day no SmackDown de 30 de julho, os Lucha Dragons receberam outra chance pelo título de duplas no SummerSlam em uma luta de quatro equipes. Entretanto, Kalisto e Sin Cara não foram capazes de vencer o título, que acabou sendo conquistado pela New Day.
Depois de ajudarem Neville a derrotar a The Ascension e Stardust (juntos chamados de "Cosmic Wasteland") no Superstars de 4 de setembro, e de atacar o trio no Raw de 17 de setembro, eles foram derrotados por Konnor, Viktor e Stardust no Night of Champions. Após isso, os Lucha Dragons se juntaram aos The Usos (Jey e Jimmy) e Ryback para derrotar a New Day, King Barrett e Sheamus no Survivor Series em uma luta homônima.

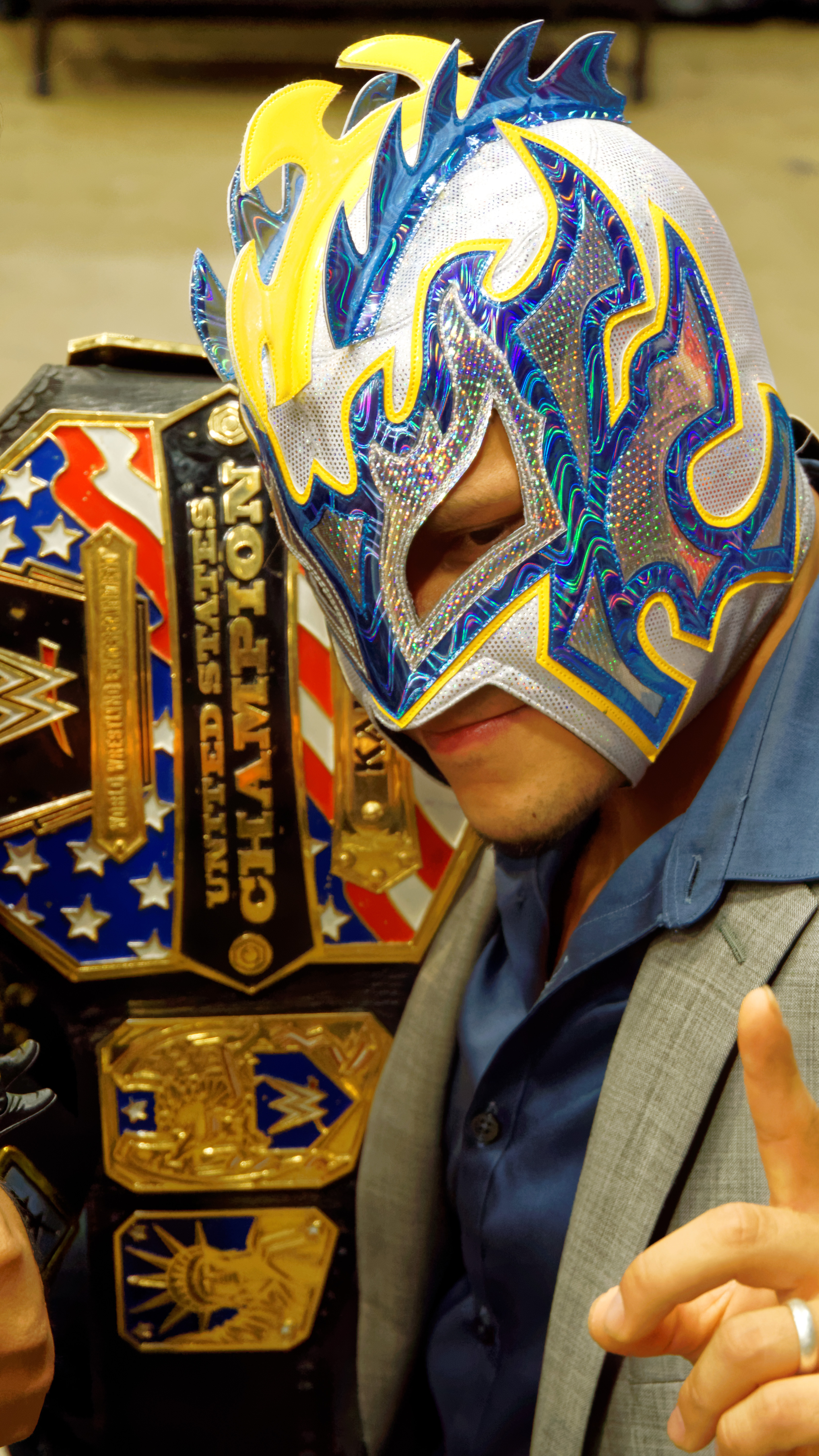
Kalisto como campeão dos Estados Unidos em janeiro de 2016.

Um mês depois, no TLC: Tables, Ladders & Chairs, Kalisto e Sin Cara disputaram o WWE Tag Team Championship mais uma vez, agora em uma luta de escadas, contra os campeões New Day e os The Usos, mas falharam em vencer os títulos. Eles receberam outra chance no SmackDown ao vivo de 22 de dezembro, mas novamente foram derrotados pela New Day.
Depois de Sin Cara ser afastado da programação da WWE devido a uma lesão no ombro, Kalisto passou a competir individualmente. Ele derrotou o campeão dos Estados Unidos Alberto Del Rio em uma luta sem o título em jogo no SmackDown de 7 de janeiro de 2016,  e quatro dias depois, no Raw, onde Kalisto derrotou Del Rio em uma revanche para ganhar o Campeonato dos Estados Unidos, seu primeiro título no plantel principal. no entanto, ele perdeu o título de volta para Del Rio no SmackDown de 14 de janeiro, apenas para recuperá-la duas semanas depois no Royal Rumble. Kalisto terminou sua rivalidade com Alberto Del Rio, quando ele derrotou-o por 2-1 em uma luta de duas quedas no pré-show do Fastlane. Kalisto também derrotou Ryback pelo campeonato no pré-show do WrestleMania 32, enquanto Sin Cara competiu em uma luta de escadas pelo Intercontinental Championship de Kevin Owens.  No Raw de 11 de abril, os Lucha Dragons entraram em um torneio para determinar os desafiantes ao WWE Tag Team Championship, mas foram eliminados na primeira rodada pelos Dudley Boyz. Kalisto em seguida defendeu seu título novamente contra Ryback no pré-show do Payback, onde saiu vencedor. Em 22 de maio, no Extreme Rules, Kalisto perdeu o título para Rusev. Kalisto recebeu uma revanche no SmackDown de 26 de maio, mas foi novamente derrotado por Rusev. No Money in the Bank, eles derrotaram os Dudley Boyz (Bubba Ray Dudley e D-Von Dudley).
Em 18 de julho, eles anunciaram o fim da dupla.

## No wrestling

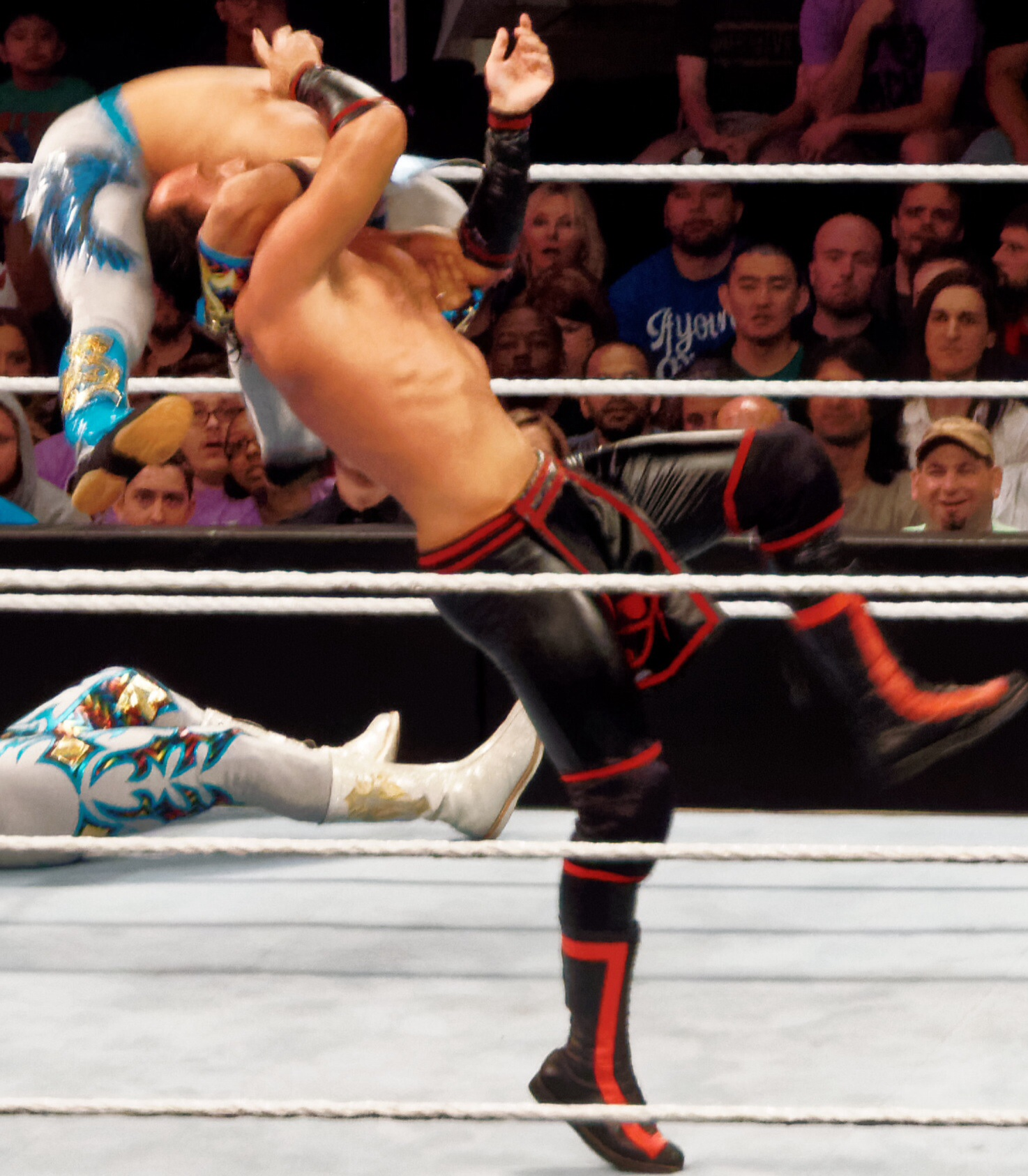
Kalisto aplicando o Salida del Sol em Viktor.

- Movimentos de finalização de dupla
  - Salida del Sol (Kalisto) seguido de um high-angle senton bomb (Sin Cara)
- Movimentos de finalização de Sin Cara
  - high-angle senton bomb[39]
- Movimentos de finalização de Kalisto
  - Salida del Sol[40] (Sitout shiranui)[41][42][43]
- Temas de entrada
  - "Lucha Lucha" por CFO$ (11 de setembro de 2014–18 de julho de 2016)

## Títulos e prêmios
- WWE
  - WWE United States Championship (2 vezes) – Kalisto[44]
  - Slammy Award (1 vez)
    - Momento OMG Chocante do Ano (2015) – Kalisto (Salida del Sol do topo da escada no TLC: Tables, Ladders & Chairs)[45]
- WWE NXT
  - NXT Tag Team Championship (1 vez) – com Sin Cara[3]
  - Torneio para determinar os desafiantes ao NXT Tag Team Championship (2014) – com Sin Cara[10]